# ARASHI Anniversary Tour 5×10
『ARASHI Anniversary Tour 5×10』（アラシ アニバーサリー ツアー ファイブバイテン）は、日本の男性アイドルグループ・嵐のライブ・ビデオ。2010年4月7日にJ Stormから発売された。

## 解説
2009年8月から2010年1月まで行われた10周年記念ツアー『ARASHI Anniversary Tour 5×10』から、2009年8月29日開催の東京・国立霞ヶ丘競技場公演を収録。
本作収録の「感謝カンゲキ雨嵐」、「5×10」は、後に5thベストアルバム「5×20 All the BEST!! 1999-2019」初回限定盤2特典DVD「ARASHI LIVE CLIPS」にも収録された。
デビューから25周年を迎えた、2024年11月3日には、Blu-rayが発売された。

## チャート成績
2010年4月19日付のオリコン週間DVD総合チャートで4作連続、通算6作目の総合首位を獲得。初動売上は、自身の前作『5×10 All the BEST! CLIPS 1999-2009』を上回った。音楽DVD初動売上記録を更新した。また、嵐の音楽DVD総売上枚数が273.2万枚となり、モーニング娘。が持っていた音楽DVD売上枚数記録227万枚を上回り、歴代1位となった。

## 収録曲

### 本編映像
※Blu-rayではDisc 1にまとめて収録。

#### Disc 1
1. 感謝カンゲキ雨嵐
2. Step and Go
3. Lucky Man
4. We can make it!
5. 風の向こうへ
6. Crazy Moon〜キミ・ハ・ムテキ〜
7. PIKA☆NCHI - 相葉雅紀
8. HORIZON
9. DANGAN-LINER
10. アレルギー
11. ココロチラリ
12. CARNIVAL NIGHT part2
13. 言葉より大切なもの - 二宮和也
14. Everything
15. 瞳の中のGalaxy
16. アオゾラペダル
17. 台風ジェネレーション -Typhoon Generation-
18. 曇りのち、快晴 - 矢野健太 starring Satoshi Ohno
19. a Day in Our Life
20. Oh Yeah!
21. ハダシの未来
22. Beautiful days
23. とまどいながら - 櫻井翔
24. WISH - 松本潤
25. Attack it!
26. truth
27. 明日の記憶
28. ARASHI 1999-2009 メドレー
  1. A・RA・SHI
  2. SUNRISE日本 - 松本潤・大野智・櫻井翔
  3. 君のために僕がいる - 相葉雅紀・二宮和也
  4. 時代
  5. ナイスな心意気
  6. PIKA☆NCHI
  7. とまどいながら
  8. 言葉より大切なもの
  9. Hero
  10. サクラ咲ケ
  11. WISH
  12. きっと大丈夫
  13. Love so sweet
  14. Happiness
  15. Believe
29. 5×10

#### Disc 2
1. PIKA★★NCHI DOUBLE
2. 明日に向かって
3. できるだけ
4. One Love
5. ファイトソング
6. 五里霧中
7. A・RA・SHI

### 特典映像
Disc 2
1. 2009.8.30ダイジェスト（東京・国立霞ヶ丘競技場公演より）
  1. a Day in Our Life
  2. Oh Yeah!
  3. Beautiful days
  4. MC
  5. Attack it!
  6. Believe
  7. ファイトソング
2. DOME Tourダイジェスト（2009年9月 - 2010年1月に行われた5大ドームツアーより）
  1. 感謝カンゲキ雨嵐
  2. MC（福岡Yahoo! JAPANドーム）
  3. MC（京セラドーム大阪）
  4. ハダシの未来
  5. MC（札幌ドーム）
  6. Attack it!
  7. truth
  8. MC （東京ドーム）
  9. Believe
  10. MC（ナゴヤドーム）
  11. マイガール
3. クレジット
ツアー初日となる2009年8月28日開催の国立霞ヶ丘競技場公演の挨拶の映像も収録。

## ツアー日程
- 全国ツアー「ARASHI Anniversary Tour 5×10」について記述。

|        | 開催日   | 開演時間 | 会場                   |
| 2009年 | 2009年   | 2009年   | 2009年                 |
| ------ | -------- | -------- | ---------------------- |
| 1      | 08月28日 | 17:30    | 国立霞ヶ丘競技場       |
| 1      | 08月29日 | 17:30    | 国立霞ヶ丘競技場       |
| 1      | 08月30日 | 17:30    | 国立霞ヶ丘競技場       |
| 2      | 09月18日 | 18:00    | 福岡Yahoo! JAPANドーム |
| 2      | 09月19日 | 18:00    | 福岡Yahoo! JAPANドーム |
| 3      | 09月25日 | 18:00    | 京セラドーム大阪       |
| 3      | 09月26日 | 18:00    | 京セラドーム大阪       |
| 3      | 09月27日 | 16:00    | 京セラドーム大阪       |
| 4      | 11月14日 | 18:00    | 札幌ドーム             |
| 4      | 11月15日 | 16:00    | 札幌ドーム             |
| 5      | 12月04日 | 18:00    | 東京ドーム             |
| 5      | 12月05日 | 18:00    | 東京ドーム             |
| 5      | 12月06日 | 18:00    | 東京ドーム             |
| 2010年 |          |          |                        |
| 6      | 01月16日 | 18:00    | ナゴヤドーム           |
| 6      | 01月17日 | 16:00    | ナゴヤドーム           |